# Pigeon jounud
Patagioenas corensis
Espèce
Synonymes
- Columba corensis

Statut de conservation UICN

 LC  : Préoccupation mineure
Le Pigeon jounud (Patagioenas corensis) est une espèce de pigeon de la famille des Columbidae.

## Répartition
Le Pigeon jounud peuple le nord-est de la Colombie, le nord du Venezuela et les îles Sous-le-Vent.
L'espèce a également été introduite sur l'île de Saint-Martin dans la Caraïbe à la fin de l'année 2012 ou au début de l'année 2013, où sa population a depuis fortement augmenté et s’est étendue à l'ensemble de l'île.

## Habitat
Son habitat naturel est les forêts et les broussailles subtropicales ou tropicales sèches.